# Barry Markus
Barry Markus (Ámsterdam, 17 de julio de 1991) es un ciclista neerlandés.
Desde cadete ha ido combinando la pista y la ruta, destacando en lo primero a nivel nacional y en lo segundo, a nivel internacional. Es un gran proyecto de clasicómano que, sobre todo, destaca por su potencia y su velocidad en grupos no muy grandes. En 2014 fichó por el equipo Belkin-Pro Cycling Team. Para la temporada 2016 recaló en las filas del conjunto holandés Roompot Oranje Peloton. En 2017 fichó por el conjunto Pauwels-Vastgoedservice.

## Palmarés
2010
- 1 etapa del Tour de Thuringe

2011
- Ster van Zwolle
- Dorpenomloop Rucphen
- 1 etapa de la Vuelta a León

## Resultados en Grandes Vueltas
| Carrera | Carrera         | 2010 | 2011 | 2012 | 2013 | 2014 | 2015 | 2016 | 2017 | 2018 |
| ------- | --------------- | ---- | ---- | ---- | ---- | ---- | ---- | ---- | ---- | ---- |
|         | Giro de Italia  | —    | —    | —    | —    | —    | —    | —    | —    | —    |
|         | Tour de Francia | —    | —    | —    | —    | —    | —    | —    | —    | —    |
|         | Vuelta a España | —    | —    | —    | Ab.  | —    | —    | —    | —    | —    |

―: no participa

Ab.: abandono

## Equipos
- Rabobank Continental (2010-2011)
- Vacansoleil-DCM Pro Cycling Team (2011[1] -2013)
- Belkin/Lotto NL (2014-2015)
  - Belkin-Pro Cycling Team (2014)
  - Team Lotto NL-Jumbo (2015)
- Roompot Oranje Peloton (2016)
- Pauwels-Vastgoedservice (2017)
- Monkey Town (2018)